# Motiliteit
Motiliteit is het vermogen van een eencellig organisme om zich voort te bewegen. In meercellige organismen is motiliteit het vermogen van bepaalde soorten cellen om zich binnen het organisme te verplaatsen, via de zogeheten celmigratie. 
Daarnaast spreekt men in de dierfysiologie van 'motiliteit' in verband met het zich verplaatsen van de spijsbrij door het maag-darmstelsel, dankzij de peristaltiek.